# Підкамінська сільська рада
| Підкамінська сільська рада — орган місцевого самоврядування у Рогатинському районі Івано-Франківської області з адміністративним центром у с. Підкамінь. 9 березня 1960 р. Станіславський облвиконком ухвалив рішення про приєднання Підкамінської сільради — до Ягодівської. Відновлена 5 грудня 1990 року. Водоймища на території, підпорядкованій даній раді: річка Свірж. Сільській раді підпорядковані населені пункти: - с. Підкамінь |

## Склад ради
Рада складається з 15 депутатів та голови.

### Керівний склад ради
| ПІБ                   | Основні відомості                                                                          | Дата обрання | Дата звільнення |
| --------------------- | ------------------------------------------------------------------------------------------ | ------------ | --------------- |
| Било Любомир Осипович | Сільський голова, 1969 року народження, освіта                                             | 26.03.2006   | 31.10.2010      |
| Било Любомир Осипович | Сільський голова, 1969 року народження, освіта вища, член політичної партії 'Наша Україна' | 31.10.2010   |                 |

Примітка: таблиця складена за даними джерела